# Jehannot de l’Escurel
Jehannot de l’Escurel lub Jehan de Lescurel (zm. 23 maja 1304 w Paryżu) – francuski kompozytor okresu średniowiecza.

## Życiorys
O jego życiu wiadomo niewiele. Pochodził z rodziny mieszczańskiej. Był klerykiem przy katedrze Notre-Dame w Paryżu, został skazany na śmierć i powieszony za rozwiązłość. Z jego twórczości zachowały się 34 kompozycje: 15 ballad, 5 virelais, 12 rondeaux i 2 tzw. diz entés – wielozwrotkowe poematy, w których jedynie refreny opatrzone są zapisem nutowym. Wszystkie zachowały się w jednym tylko źródle, rękopisie Roman de Fauvel (Paryż, Bibl. Nat. fond fr. 146, fol. 57v–62v). Drukiem wydał je Nigel Wilkins (Corpus Mensurabilis Musicae XXX, 1966).
Utwory Jehannota cechują się dużą różnorodnością formy poetyckiej i różną długością zwrotek, zawierają w większości oryginalne melodie i przeważnie oparte są na skali doryckiej lub lidyjskiej. Rondeaux mają budowę wielogłosową i utrzymane są w technice nota contra notam, z główną melodią w głosie środkowym.